# Occultation de Vénus par la Lune du 7 décembre 2015
Une occultation de Vénus par la Lune fut visible le 7 décembre 2015 depuis l'Amérique du Nord et les Caraïbes.